# ستم‌غول
ستم‌غول (نام علمی: Tyrannotitan) نام یک سرده از تیره تیزدندان‌خزندگان است.
این دایناسور گوشت‌خوار غول‌پیکر حدود ۱۱۸ میلیون سال پیش در آرژانتین می‌زیسته و دارای خویشاوندی نزدیکی با جیگانوتوسور و ماپوسور و نیز خویشاوندی دورتری با کارکارودونتوسور بود. این جانور بین ۱۱ تا ۱۳ متر طول و ۳٫۳ متر ارتفاع داشته و حداقل ۳٫۵ تن وزن داشته است.